# Цикламен
Цикламе́н (Cyclamen) — рід багаторічних трав'янистих рослин, які традиційно класифікуються в родині первоцвіті (Primulaceae), але в останні роки рекласифіковані в родину мирсінові (Myrsinaceae) (Kallersjo et al. 2000).

## Етимологія
Родова назва походить від латинського слова — «круговий», «циклічний» (завдяки правильному круговому відгину віночка).

## Опис
Багаторічна трав'яниста рослина із бульбоподібним м'ясистим коренем, круглими серцеподібними листками, зубчастими по краю, зі сріблястим малюнком на зелених листках. Квітки пониклі, розташовуються, як і листя, на довгих стеблах червоно-коричневого або рожевого кольору.

## Поширення
Цикламени поширені в Середземномор'ї, від Іспанії на заході до Ірану на сході, а також у Північно-Східній Африці, включаючи Сомалі. Єдиний представник роду Цикламен, що зустрічається в дикому стані на території України — цикламен Кузнєцова — зберігся тільки біля с. Руське Білогірського району, в Криму на хребті Кубалач. Цей вид знаходиться під загрозою зникнення, тому занесений до Червоної книги України.

## Цикламен в культурі
Серед культурних цикламенів відомі цикламен кавказький, неаполітанський. Цикламен європейський має дрібні бульби, запашні квітки, не примхливий у вирощуванні, але не знаходить визнання в аматорів через одноманітність відтінків квітів. Найбільше поширення в домашніх умовах вирощування отримав цикламен перський і його гібриди, кольорова гама яких варіює від білих, лососевих, рожевих, червоних, яскраво-червоних до бузкових і фіолетових. Квіти звичайно прості, але зустрічаються гібриди з махровими або гофрованими пелюстками. У розетці однієї бульби може розвинутися одночасно до 15 квіток.
Цвітіння цикламена припадає на жовтень і триває до березня, що робить рослину найпривабливішою в зимовий період часу.

## Використання в медицині
Екстракт цикламена використовується в медицині для лікування синуситів як місцевоподразнювальний засіб — він входить до складу препарату Синус-ліфт, Синуфорте, Неонокс та інших.

## Вирощування і догляд
- вологість повітря: без оприскування;
- температурний режим: у період цвітіння тримають при температурі 13-17° С;
- пересаджування: в кінці травня;
- підживлення: не раніше вересня, перед посадкою раз на 2 тижні мінеральними добривами.
- розмноження: насінням.
- шкідники: павутинчасті кліщі, фузаріоз, сіра пліснява, коричнева гниль.

Цикламен вимагає підтримки спеціальних кліматичних режимів у період цвітіння — оптимальною температурою є 13-17 °C, при якій він буде виганяти бутон за бутоном і цвісти довготривалий час. Освітлення інтенсивне, важливо уникати протягів і перепадів температури.
- Поливання рослини повинне бути вбогим, але регулярним. Найкраще використовувати полив через піддон, а якщо ні, то — вода може потрапити на цибулини і викликати загнивання ніжок квітів і листового стебла, особливо, якщо в приміщенні висока температура. Цибулини цикламену на одну чверть повинні виглядати над поверхнею землі. По закінченню цвітіння в рослини настає період спокою. У цей час необхідно зменшити полив, але не допускати пересихання ґрунту. Жовтіючі листя і квіти, що відцвітають слід акуратно видалити разом із стеблами під саму цибулину. Рослину в цей період можна залишити в освітленому місці при невисокій температурі, але краще покласти горщик у прохолодне неосвітлене місце, залишивши там до літа, забезпечивши їй дуже рідке поливання. Наприкінці весни обов'язково заглядайте — можуть з'явиться маленькі бруньки — цибулина може прорости й у темряві.

В кінці травня—червня слід дістати квітку, пересадити в новий ґрунт. Стару землю обережно обтрушують із коріння, цибулину не глибоко саджають у зволожений ґрунт. Засипають землею не повністю — на половину або три чверті її висоти. Можна присипати цибулину всю, щоб прискорився розвиток листів, але після цього обов'язково необхідно пересадити її ще раз, так, щоб цибулина не була засипана ґрунтом. При такій посадці активується ріст квіткових бутонів.
- Ґрунтова суміш для цикламена повинна бути легкою, помірковано вологою, тому що листочків поки не багато й випаровування вологи невелике. Найкращим субстратом є листова земля, перегній, торф і пісок у співвідношенні 3:1:1:1. До початку цвітіння, яке повинне настати не раніше вересня, цикламен бажано підгодувати, але не частіше, ніж раз у два-три тижні. Найкраще використовувати повне мінеральне добриво, що містить азот, фосфор і калій. Або спочатку вводити азот і калій по 3 г на 0,5 літра води, а в період бутонізації додати фосфор 3 г на 0,5 л. Після обростання новими листочками в цибулині почнуть накопичуватися речовини, необхідні для цвітіння рослини.
- Освітлення: Чим світліше й прохолодніше місце вирощування цикламена, тим рясніше на ньому розів'ються листя й бутони. Ідеальне місце для вирощування — вікна з північної сторони. У теплій кімнаті цикламени довго не живуть, рано скидають листя. При оптимальному догляді рослина може прожити 23 і 25 років.
- Розмноження: тільки насіннями, цибулини їх не діляться, скільки б не росли. Насіння сходить дуже важко. Насіння перського цикламена сіють після дозрівання в горщик, добре присипавши землею, оскільки на світлі вони не сходять. Горщик регулярно поливають, щоб ґрунт був постійно вологим. Можна закрити посіви склом. Для пророщення небажана висока температура, оптимальна — 15 — 18 °C. Сходи з'являються приблизно через місяць. Насіння дрібних диких цикламенів для підвищення схожості сіють після сухого зберігання, тобто тримають 3-6 місяців просто в пакеті, а потім роблять із ними так само, як і з перськими. У середній смузі осінні цикламени не встигають утворити насіння. У весняних — насіння дозрівають до середини літа. Сіяти в горщики їх можна восени, не боячись короткого світлового дня. Цикламени, вирощувані в кімнаті, утворюють насіння тільки при штучному запиленні. Сіянці зацвітають на 3-4 рік, коли бульба достатньо збільшиться[1].

## Галерея

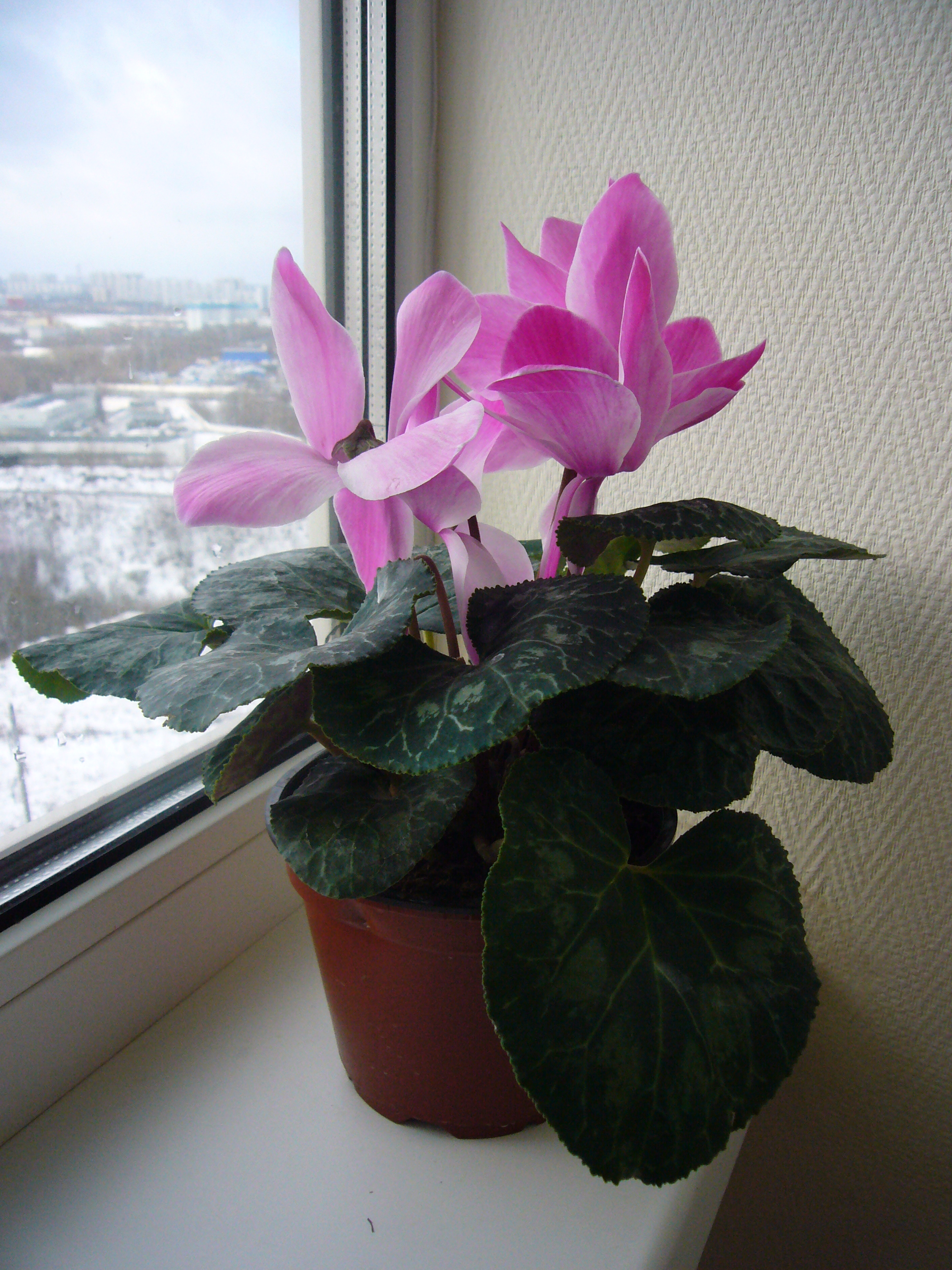
Цикламен домашній (Cyclamen)
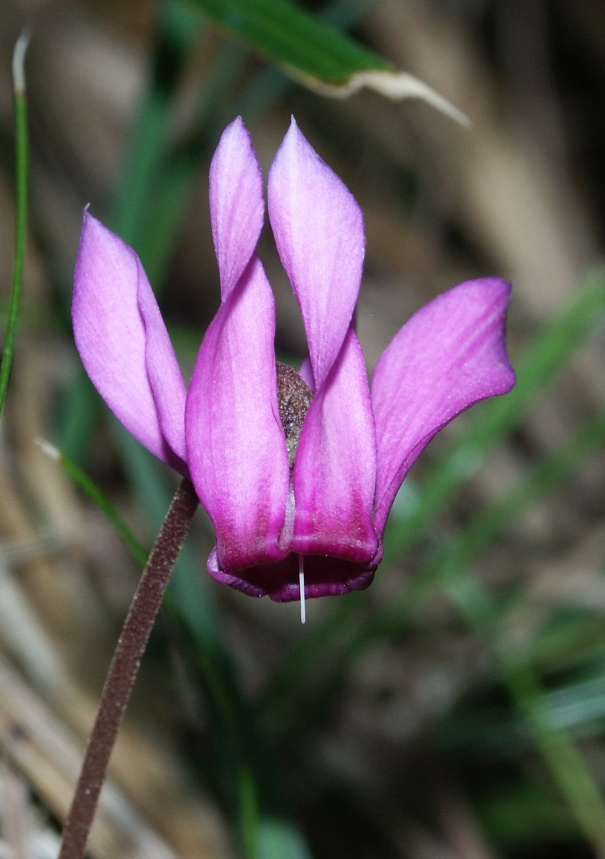
Цикламен пурпуровий (Cyclamen purpurascen)
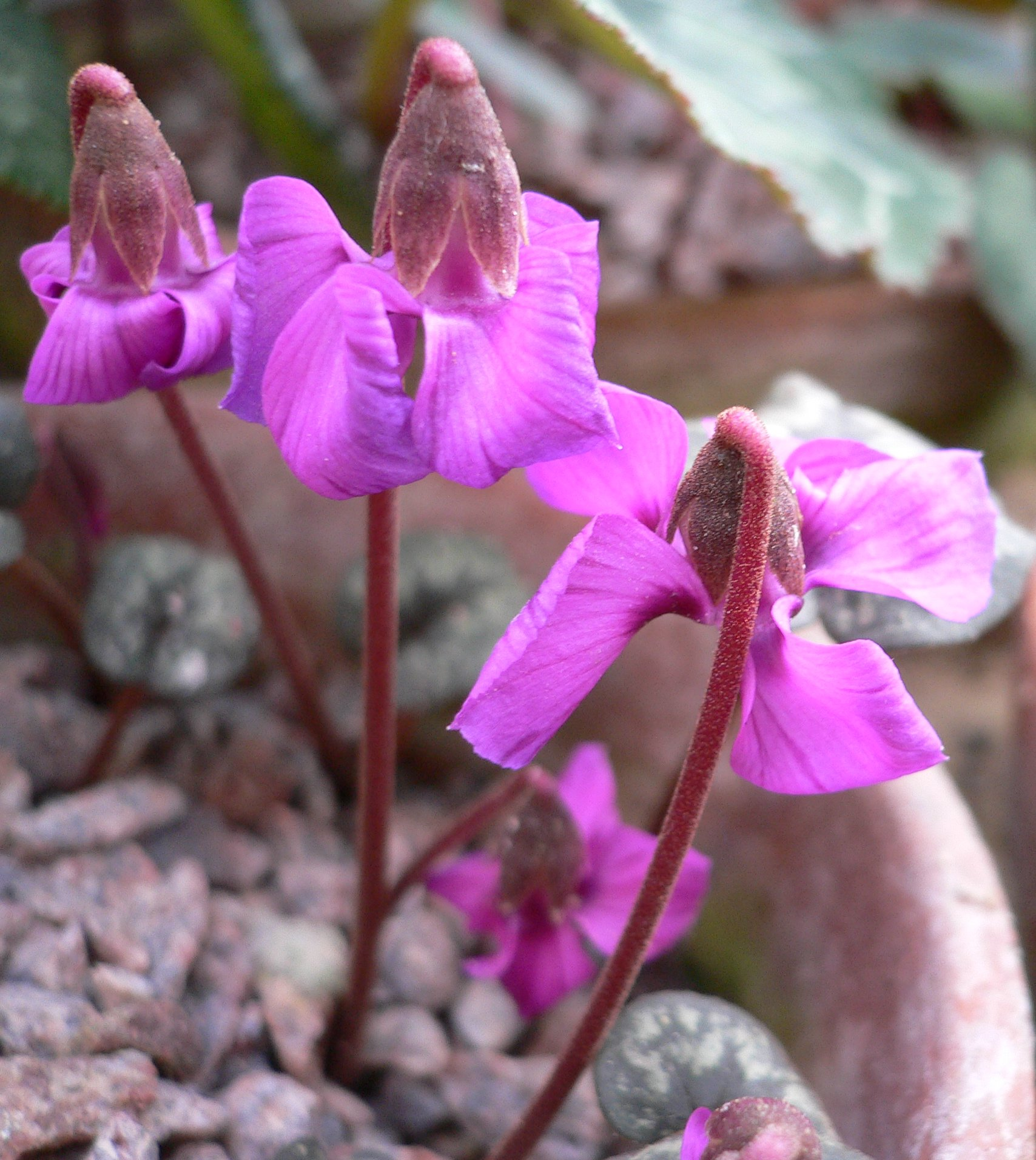
Цикламен альпійський (Cyclamen alpinum)
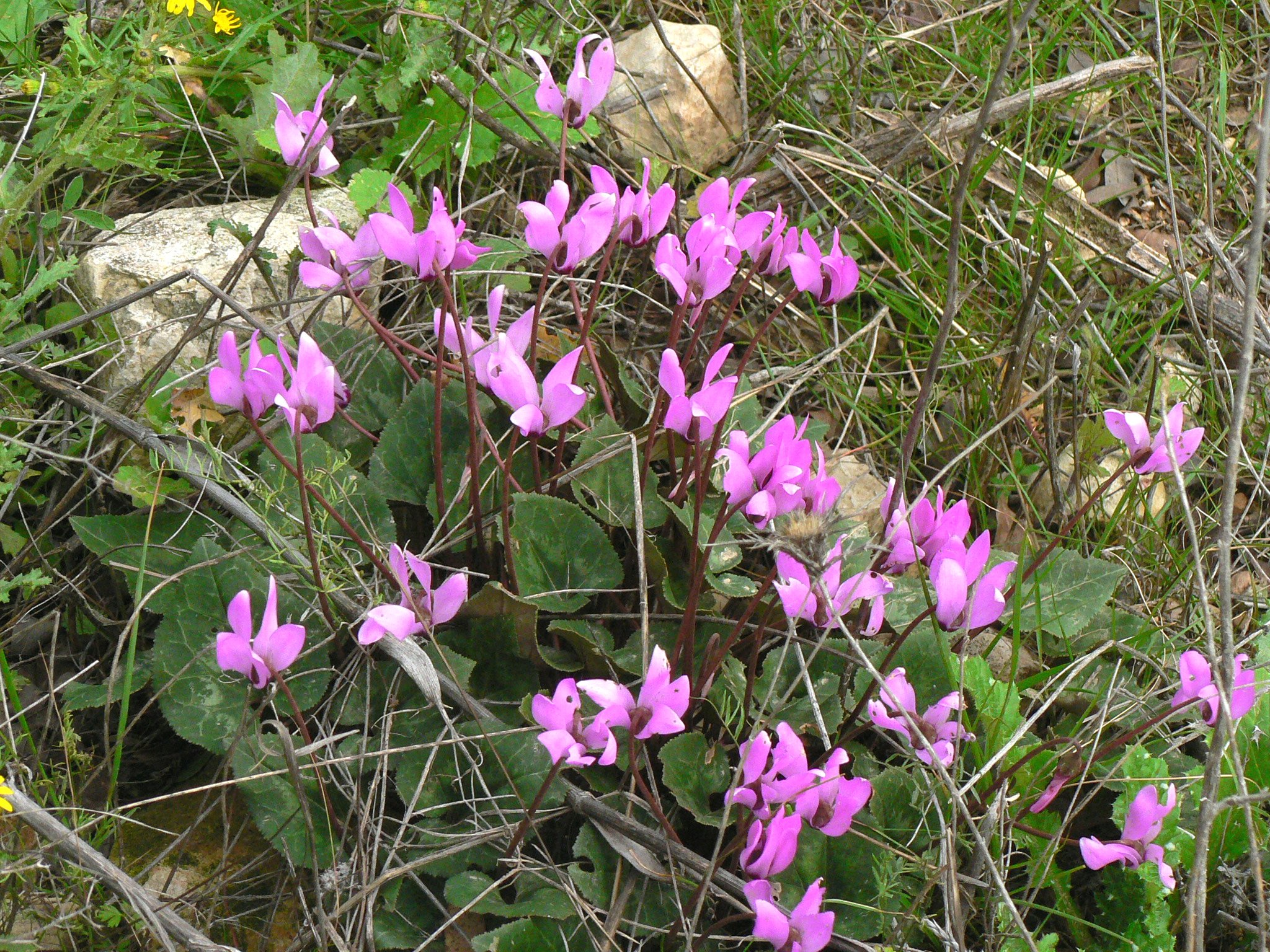
Цикламен перський (Cyclamen persicum)
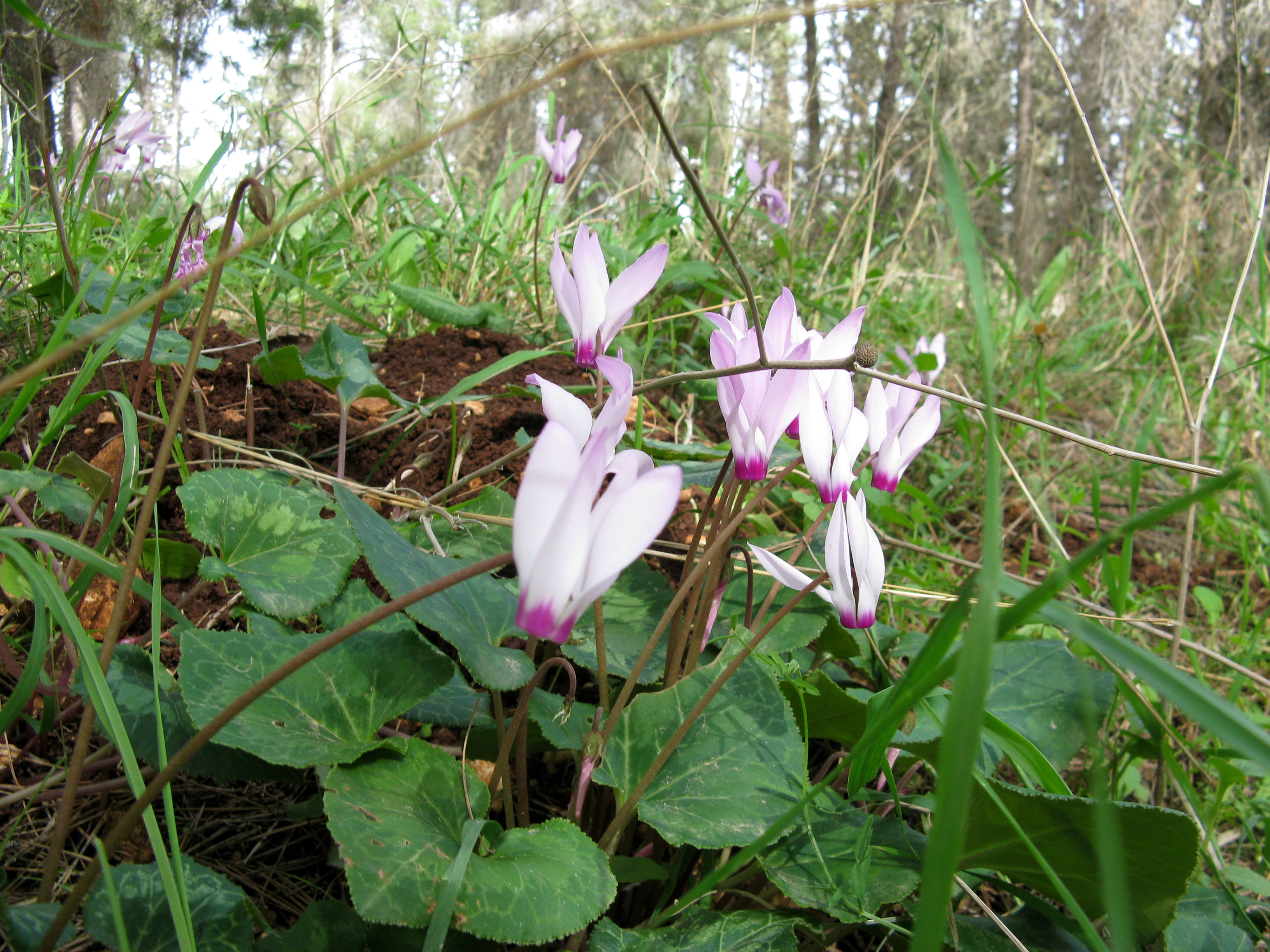
Цикламен кіпрський (Cyclamen cyprium)
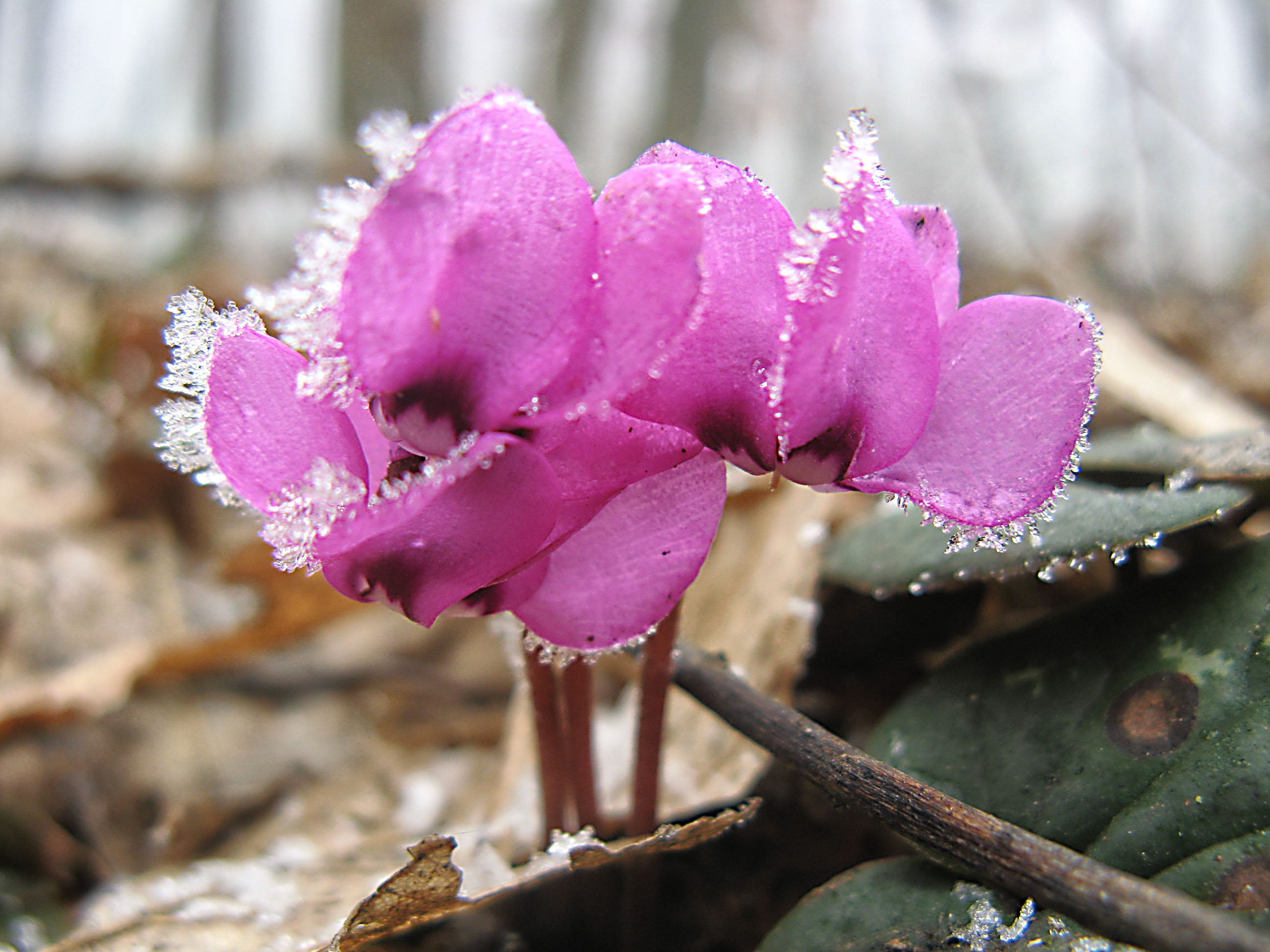
Цикламен Кузнецова (Cyclamen coum kuznetzovii)